# Baselardo
Il Baselardo (basilard, baslard, badelare, bazelaire, ecc. in Francese medio; baselardus, basolardus, ecc. in latino medievale; beseler, baseler, basler, pasler, baslermesser in Alto tedesco medio), anche Basilarda, è un'arma bianca manesca del tipo coltello-pugnale in uso in Europa nel corso del Medioevo. Si tratta del pugnale per antonomasia del periodo bassomedievale, in uso ai milites tanto quanto ai burgenses: un'arma solida, ottenuta da un unico pezzo d'acciaio sagomato in una lama con elsa annessa; il manico era spesso ottenuto girando del filo di ferro intorno al codolo.

## Storia
Il luogo di origine del baselardo, certamente la tipologia di pugnale più nota e rappresentativa del Medioevo è ad oggi ancora argomento di discussione. Un semplicistico approccio linguistico vorrebbe il vocabolo "baselardo" quale evoluzione medio-francese/latina della parola germanica "Basler Messer", "Coltello di Basilea", identificando nella Confederazione svizzera e più precisamente nell'importante centro di Basilea il luogo d'origine del pugnale. La tesi sarebbe dovuta all'esplicita menzione dei "basolardi di Basola (i.e. Basilea)" in una carta datata 1375 dell'archivio del mercante Francesco Datini (1335-1410).
Il baselardo scomparve dalle panoplie europee nel corso del XVI secolo.

## Costruzione
La caratteristica peculiare del baselardo è di essere ottenuto da un unico pezzo di metallo:
- la lama è lunga, triangolare, assottigliantesi notevolmente presso la punta;
- l'elsa sviluppa in soluzione di continuità dal codolo della lama ed ha forma di "H", con la guardia ed il pomolo in forma di due stanghette metalliche parallele. Il manico/codolo era spesso coperto da filo di ferro.

### Varianti
- Lo Schweizerdolch (it. "Pugnale svizzero") è la più nota variante del baselardo, sviluppata nella Confederazione elvetica intorno al XIV secolo. Si distingue per la sua guardia a crescenti fronteggiantisi dai due lati del manico.